# Val Leogra
La Val Leogra è una valle delle prealpi Vicentine solcata dal torrente Leogra.

## Geografia

### La configurazione della valle
La Val Leogra è una profonda incisione nelle Prealpi vicentine in cui si è incanalato il torrente Leogra.

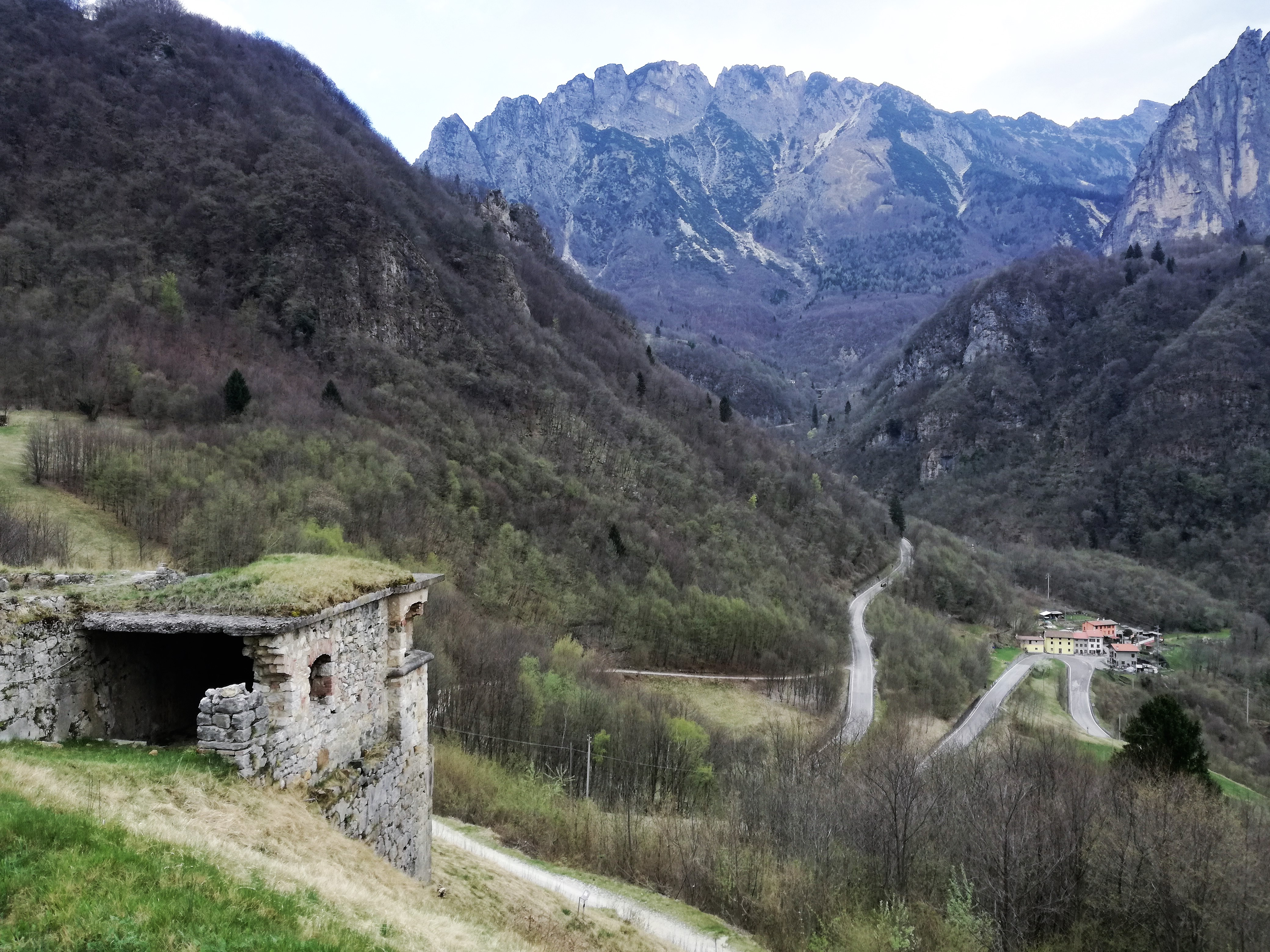
L'Alta Val Leogra con Punta Favella (1828 m)

Inizia al Pian delle Fugazze - dove, attraverso l'omonimo passo, entra in comunicazione con la trentina Vallarsa, mentre verso nord-est valicato il passo o Colle Xomo comunica con la Val Posina - ai piedi del massiccio del Pasubio, alla quota altimetrica di 1162 metri.
Di lì il torrente scende al piano in direzione sud-est mentre la valle si allarga gradualmente; sul suo fondo sorgono gli abitati di Sant'Antonio e, nell'ordine, di Valli del Pasubio, di Torrebelvicino e di Pievebelvicino. In questo tratto confluiscono nella Val Leogra le convalli laterali: la val Canale, la val Maso, la val Malunga, la val Sterpa, la val di Sagno.
Giunto in pianura il torrente attraversa la città di Schio per poi gettarsi, dopo alcuni chilometri, nel Timonchio, mentre le pendici della valle si aprono: 
- verso nord-est continuando nei fianchi del Tretto e del Monte Summano, ai cui piedi stanno Santorso e Piovene Rocchette, per poi congiungersi alla Valdastico;
- verso sud-est continuando nella zona collinare dei Lessini, dove si trovano Monte Magrè, San Vito di Leguzzano, Monte di Malo e Malo, Isola Vicentina.

Tutte queste zone e località hanno avuto nel tempo connessioni e presentano affinità con la Val Leogra.

### L'acqua
La corona di montagne posta a ovest della vallata obbliga le numerose e ricche sorgenti d'acqua a riversarsi verso la pianura. Il bacino montano piuttosto ampio favorisce il nascere di innumerevoli corsi d'acqua che, arricchiti anche dalle abbondanti piogge di questa zona, attraverso molte piccole valli confluiscono nel torrente Leogra.
Questo fatto ha profuso nel tempo una costante ricchezza d'acqua, che è rimasta da sempre la principale caratteristica della vallata, unitamente alla suggestione del paesaggio su cui domina il massiccio del Pasubio. Da sempre la gente della valle ha usato e sfruttato a fini abitativi e produttivi l'abbondanza dell'acqua.

## Storia

### Toponimi
Il toponimo sembra derivare dal latino valles vigra, cioè valle inesplorata, incolta, termine poi corrotto in quello di vallesvogre, levogre ed infine Leogra.

### Epoca antica
Secondo l'ipotesi più accreditata, tutta la zona pedemontana e quindi anche quella della Val Leogra, durante il primo millennio a.C. fu abitata dagli Euganei. Altri ritengono che il territorio fosse abitato dai Reti, che abitavano le valli e i monti della regione alpina centro-orientale; il loro centro religioso sorgeva a Magrè dove, sulla collina del Castello, furono trovate corna di cervo con incise iscrizioni.
Sulle alture gli Euganei erano stati spinti dall'invasione dei Veneti intorno all'VIII secolo a.C. Non vi sono prove archeologiche che le due popolazioni si siano fuse, neppure dopo l'arrivo dei Romani intorno al terzo secolo. Mentre i Veneti, che popolavano prevalentemente la pianura, furono assimilati dai Romani, gli Euganei restarono arroccati nelle zone collinari e montane e, semmai, furono protagonisti di scontri con i nuovi dominatori; dagli scavi presso il castello di Magrè sembra che, in età augustea, sia stato distrutto un "santuario".
Certamente i romani arrivarono fino al punto in cui la Val Leogra sbocca in pianura, costruendo una strada che da Vicenza seguiva il corso del torrente Orolo fino ad incontrare la "pista dei veneti" che correva ai piedi delle colline da Sovizzo alla Val d'Astico: ne sono testimonianza i reperti ritrovati, tra l'altro, nei territori di Giavenale e San Martino di Schio, Salzena di Santorso, a Pievebelvicino, dove furono trovate monete, resti di edifici, una statuetta di Priapo, una coppa in bronzo ed altri oggetti. Non sembra però che i romani si siano addentrati più di tanto nella valle; forse non si spinsero più a ovest di Belvicino; il territorio centuriato, cioè organizzato secondo lo schema che prevedeva un reticolo ortogonale di strade, canali e appezzamenti agricoli destinati ai coloni era sempre in pianura.
Nel II secolo d.C. fu costruita una strada che, partendo dall'insediamento di Ascledum (Schio), risaliva la Val Leogra fino al valico oggi denominato Pian delle Fugazze e scendeva per la Vallarsa, innestandosi a Villa Lagarina con la Claudia Augusta, l'importante arteria che percorreva la Valle dell'Adige. La Val Leogra, tranne che a Pieve, non ebbe ancora insediamenti stabili; era incolta e selvaggia, percorsa da cacciatori, da pastori transumanti e presidiata da militari in determinati punti strategici.

### Alto Medioevo
Durante il IX e il X secolo il vicentino fu funestato dalle scorrerie degli Ungari, che razziavano soprattutto i centri religiosi in cui trovavano oggetti preziosi. Gli imperatori del tempo, da Berengario agli Ottoni, affidarono la difesa del territorio ai vescovi, unica autorità allora credibile che si era organizzata sulla base dei municipi romani. Al vescovo di Vicenza fu assegnata la zona compresa tra le pendici dei Lessini e la sponda occidentale dell'Astico, che quindi comprendeva anche la Val Leogra.
A difesa del territorio il vescovo di Vicenza fece costruire una serie di castelli; alcuni di essi seguivano la via romana che portava alla Val Leogra: erano i castelli di Isola, Priabona, Malo, Belvicino - quest'ultimo costruito sulla collina che si eleva a forma di cono, lambita dal torrente Leogra - Magrè.
Finita la minaccia degli Ungari verso la metà del X secolo, il vescovo diede in concessione gran parte del territorio in suo possesso ai benedettini, che dal monastero dei Santi Felice e Fortunato di Vicenza si irradiarono in tutte le direzioni per bonificare e destinare a coltivazione i terreni, a quel tempo per la maggior parte paludosi e boscosi; tra i loro insediamenti sono documentati quelli che si snodavano lungo le pendici collinari: Costa Fabrica (Costabissara), Castelnuovo, Malo, San Vito di Leguzzano, Magrè, Pievebelvicino (che aveva un priorato benedettino a San Martino di Schio), Torre, Santorso.
Nell'XI e nel XII secolo tutto il territorio era diviso in feudi: alcuni affidati ai monasteri, altri concessi a signori rurali fedeli al vescovo, altri ancora in possesso di signori cui la concessione era stata fatta dall'imperatore o che, semplicemente, si erano appropriati di terre altrui. In Val Leogra il torrente divideva i feudi: sulla riva destra quello dei da Vivaro, feudatari del vescovo di Vicenza; sulla riva sinistra quello dei conti di Vicenza, i Maltraversi. A poco a poco, stretti tra gli usurpatori e gli usurai, i vescovi di Vicenza persero tutto il loro potere, con conseguenze drammatiche come la morte cruenta prima di Cacciafronte e poi di Pistore e la vendita dei castelli di Malo e Priabona.

### Basso Medioevo
Nel XIII secolo la situazione cambiò ancora: i signori risiedevano sempre più in città - con gli statuti del comune di Vicenza del 1311 furono obbligati a farlo - e da lì gestivano i feudi contrattando con le comunità rurali, che in quel periodo si stavano costituendo, il grado di autonomia che ad esse veniva riconosciuto e l'ammontare delle rendite, sempre più corrisposte in denaro. L'aristocrazia del comune di Vicenza, che aveva il potere di nominare i capi delle comunità rurali e dalle cui file uscivano tutti i giudici e i notai e gli altri magistrati, creò un sistema inattaccabile di dominio e di sfruttamento del contado.
Anche se il comune di Vicenza perse ben presto l'indipendenza e fu soggetto dapprima ai padovani, poi a Ezzelino da Romano, poi ancora ai padovani e in successione agli Scaligeri di Verona e ai Visconti di Milano, le famiglie aristocratiche non persero il loro potere sulle comunità rurali; quando infine nel 1404 si sottomisero alla Repubblica di Venezia, con il patto di dedizione pretesero che fosse loro garantito questo sistema di potere, che quindi perdurò durante tutta l'età moderna fino all'arrivo delle truppe napoleoniche.
Durante il Basso Medioevo cambiò anche la composizione etnica della popolazione: nell'alta val Leogra e su tutte le zone montane e collinari circostanti giunsero coloni di etnia e lingua tedesca, i Cimbri, chiamati dai signori per disboscare e mettere a pascolo le terre della zona o per lavorare come minatori nelle attività estrattive. Questa popolazione, che verso il XIV e il XV secolo finì per assorbire quasi totalmente l'elemento latino nelle zone di insediamento, mantenne per diverso tempo lingua e tradizioni, favoriti anche dalla presenza di sacerdoti di lingua tedesca ("de Alemania") per la cura pastorale e il servizio religioso.
In questo periodo aumentò di molto l'attività economica; oltre all'agricoltura e alla pastorizia nacquero e si moltiplicarono le attività artigianali, che sfruttarono ai fini produttivi la forza dell'acqua che, abbondante, scendeva lungo la valle. Verso la metà del Duecento fu scavata, tra Schio e Pievebelvicino, la Roggia Maestra, una derivazione del torrente Leogra, canalizzando l'acqua che fu impiegata come forza motrice di numerosi mulini.

#### Pievi e antiche chiese
Fino al Basso Medioevo, l'organizzazione ecclesiastica del territorio, anche dopo la riforma carolingia, si basava su quella romana. La diocesi era articolata in circa 25 pievi - in genere corrispondenti ai pagi dell'impero romano - e l'archipresbitero della pieve rappresentava il vescovo in quel territorio. Dalla chiesa matrice pievana dipendevano poi le cappelle, o chiese minori, in cui officiava un presbitero ad essa addetto.
La maggior parte del territorio della Val Leogra dipendeva, forse fin dal IV-V secolo, dalla pieve di Santa Maria di Belvicino. Essa aveva giurisdizione sulla cappella di San Pietro in Garzone, nel vicus di Ascledum (Schio), menzionata nel privilegium dell'anno 1064 con cui il vescovo Liudigerio la concedeva alle benedettine del monastero di San Pietro in Vicenza; nel 1123 papa Callisto II confermava alle monache di San Pietro la pieve di Belvicino con tutte le cappelle ad essa soggette.
Dalle Rationes Decimarum conservate negli archivi vaticani si apprende poi che, alla fine del secolo XIII, dipendevano da questa stessa pieve le cappelle di San Lorenzo a Torrebelvicino, di San Leonzio a Magrè, di Santa Maria a Valli, di San Vito di Leguzzano e di San Giorgio a Poleo. Forse perché non soggetta alla decima, non si fa menzione della chiesa di Santa Giustina di Giavenale; tutte queste cappelle sono certamente molto antiche, poiché le villae in cui erano poste - eccezion fatta per Valli del Pasubio - sono citate nel privilegium del vescovo Rodolfo del 983.
Le chiese montane di Enna, Santa Caterina, San Ulderico, San Rocco di Tretto e Monte Magrè sono di origine più recente e non sono citate nei documenti vaticani; probabilmente furono erette dopo l'arrivo dei lavoratori tedeschi immigrati in quelle zone durante il XIII e XIV secolo.
A partire dal X secolo la parte più orientale della valle - il tratto posto alle pendici del monte Summano - dipese invece, sotto l'aspetto ecclesiastico, dalla chiesa di Santa Maria di Santorso, rimasta isolata in seguito al distacco dalla pieve di Caltrano, dopo che nel 917 Berengario I ebbe donato tutto il territorio alla sinistra del fiume Astico al vescovo di Padova. Quando si formarono le parrocchie del Tretto, la chiesa di Santorso divenne sede pievana.
La parte più a sud, infine, comprendente le villae e relative chiese di Malo, Monte di Malo, Priabona e Santomio, dipendeva dalla pieve di Santa Maria di Malo; più tardi ad essa fu annessa anche la chiesa di Santa Maria di Marano.

### Epoca moderna
Il passaggio di Schio e di tutta la valle Leogra sotto il dominio della Repubblica di Venezia avvenne in modo un po' diverso rispetto a quello del restante territorio vicentino.
Nel 1397 il capitano di ventura Giorgio Cavalli aveva ricevuto da Gian Galeazzo Visconti, in quel momento signore di Vicenza, il titolo di conte e il feudo di Schio, che comprendeva la Val Leogra e che veniva così aggiunto al feudo di Santorso già concesso al condottiero dall'imperatore Venceslao IV. Quando però nel 1402 morì Gian Galeazzo, si risvegliarono le ambizioni del signore di Padova, Francesco Novello da Carrara, che tentò di conquistare le città di Vicenza e di Verona ancora sotto la signoria dei Visconti; sotto questa minaccia, nel 1404 Vicenza si diede alla Repubblica di Venezia. Per farselo alleato, la Serenissima confermò Giorgio Cavalli nel suo feudo di Schio ma, due anni dopo, quando la guerra contro Padova finì, Vicenza pretese di rientrare in possesso di tutto il territorio e il Doge fece arrestare Giorgio Cavalli per mandarlo in esilio a Candia.
In questo modo - e per tutti i quattro secoli del dominio di Venezia - Schio e il suo territorio furono governati da un magistrato nominato da Vicenza, nonostante le continue richieste di poter ottenere un podestà designato da Venezia, com'era per Marostica e Lonigo.
Iniziò così un lungo periodo di pace - a parte il momento drammatico della guerra della lega di Cambrai - e di relativa prosperità;  all'attività agricola, ancora prevalente se ne affiancarono altre due specifiche della vallata. La prima fu l'attività estrattiva, voluta e protetta da Venezia, che sfruttò le vene metallifere del Civillina-Rovegliana e del Tretto con gli altiforni di Torrebelvicino.
L'altra fu l'arte della lana, testimoniata da numerosi lanifici delle famiglie scledensi e dal privilegio di lavorare "panni alti", richiesto da Schio nel 1697 e da Malo nel 1748. Quest'ultima attività, in particolare, favorì e rese anzi necessaria l'elevazione culturale e quindi la creazione di scuole, più o meno regolari, che si tennero in tutti i centri più importanti della Val Leogra.
Nell'insieme, però, questo sviluppo fu un prodotto più dell'iniziativa privata che pubblica: la Serenissima non era di grande stimolo alle attività economiche, anche perché queste sarebbero state in contrasto con gli interessi dell'oligarchia dominante, sia veneziana che vicentina. La popolazione era quindi sostanzialmente povera, costantemente impegnata a soddisfare le elementari esigenze primarie, a difendersi da quelle calamità che scandivano la vita del tempo: la scarsità di cibo, fornito da un'avara agricoltura di sussistenza, che dipendeva strettamente dall'andamento climatico; le malattie endemiche, conseguenza della malnutrizione; le periodiche pestilenze (quella "manzoniana" del 1630 farà la sua luttuosa comparsa anche nella Val Leogra). La povertà era aggravata da un fisco sempre più pesante e vorace, col quale lo stato cercava di far fronte all'aumento pauroso del debito pubblico.

### Epoca contemporanea
Con la caduta della Repubblica di Venezia e l'arrivo delle truppe e delle idee napoleoniche prima, del sistema asburgico poi, il territorio provinciale si emancipò da Vicenza e, dove trovò terreno fertile di uomini e di risorse, sviluppò gradualmente economia e istituzioni.
Fu anche il caso della zona di Schio, della Val Leogra e della Val d'Astico che, soprattutto dopo l'annessione al Regno d'Italia nel 1866, si industrializzarono notevolmente - il Lanificio Rossi divenne in questo periodo un punto di riferimento per tutta l'economia italiana - e registrarono notevoli cambiamenti sotto l'aspetto ambientale e sociale. I paesi conobbero uno sviluppo urbanistico senza precedenti, dovuto all'aumento della popolazione che qui si trasferiva; venivano rese più agevoli e veloci le comunicazioni con i centri della pianura, con la costruzione dei due ponti sul Leogra e della ferrovia che collegava la valle con Schio.
I contadini diventarono operai, attratti dalla sicurezza della paga, garantita dal lavoro in fabbrica, ma non abbandonavano l'attività agricola; la fabbrica imponeva una nuova disciplina, fatta di regole e orari che a poco a poco ci si abituava ad osservare. Il "padrone" delle uniche industrie della valle, da cui dipendeva il destino di migliaia di famiglie, aveva un potere enorme, del quale sia l'autorità amministrativa che quella religiosa dovevano tenere conto. Gli operai, privi di ogni tutela ed assistenza, agli inizi erano in balìa delle condizioni spesso disumane imposte dalle leggi del mercato; in pochi anni essi diventarono consapevoli dei loro diritti, si organizzarono, dando vita a cooperative di consumo, a casse mutue, a organizzazioni sindacali. Fino alla Grande Guerra, furono frequenti gli scioperi, le dimostrazioni; la popolazione conobbe per la prima volta la contrapposizione tra gruppi di persone aderenti a ideologie diverse e vennero messi in discussione principi ed istituzioni un tempo sacri, come l'autorità e la religione.
Rispetto al periodo precedente le condizioni di vita complessivamente migliorarono, in quanto ora tutti disponevano del minimo indispensabile; molti furono tuttavia quelli che, nel decenni a cavallo tra l'Otto e il Novecento, emigrarono per cercare in terre lontane la speranza di una vita più umana e libera.
La Prima guerra mondiale costituì un evento traumatico per la vallata, accentuato dal fatto di essere a ridosso del fronte: l'alta Val Leogra, in particolare le montagne del Pasubio e del Novegno, fu infatti teatro di operazioni militari. Nei tre anni e mezzo di guerra gli abitanti dei paesi valligiani conobbero fame, epidemie di tifo e di spagnola, subirono bombardamenti, furono costretti a sopravvivere in uno scenario di guerra, e in molti dovettero abbandonare le loro case.
Verso la fine della seconda guerra mondiale, nella valle si susseguirono azioni partigiane e di repressione nazifascista.

## Economia
L'originaria economia agricola e silvo-pastorale è stata arricchita fin dal Medioevo dall'attività artigianale, che si è sviluppata lungo le vie d'acqua - il torrente Leogra e la Roggia Maestra (questa nel territorio di Schio compie ben dodici salti d'acqua ottenuti con il sistema delle chiuse) - con una fitta rete di mulini, segherie, magli e folli da panni. L'industria si è sviluppata con un notevole anticipo rispetto agli altri territori del Veneto ed italiani, grazie alla crescita e modernizzazione del settore laniero avvenuto a Schio a partire dal XVIII secolo e culminato in quello successivo. Dopo la seconda guerra mondiale l'economia si è sviluppata attraverso una moltitudine di piccole industrie, con la crescita del terziario, con il ridimensionamento del settore primario, in linea con lo sviluppo economico regionale.

## Cultura
In alcuni centri della Valle sono aperti al pubblico Musei che conservano reperti e illustrano attività di interesse storico, artistico, economico locale:
- Malo -  Museo dell'Arte Serica e Laterizia, su museialtovicentino.it.
- Malo -  Museo a Casabianca, su museialtovicentino.it.
- Malo -  Museo Civiltà Rurale della Val Leogra, su museialtovicentino.it.
- Malo -  Museo Mondonovo Maschere, su museialtovicentino.it.
- Monte di Malo -  Museo dei Fossili Munier-Chalmas et De Lapparent, su museialtovicentino.it.
- Monte di Malo -  Parco del Buso della Rana, su museialtovicentino.it.
- San Vito di Leguzzano -  Museo Etnografico sulla Lavorazione del Legno, su museialtovicentino.it.
- Santorso -  Museo Archeologico dell'Alto Vicentino, su museialtovicentino.it.
- Santorso -  Parco e Villa Rossi [collegamento interrotto], su museialtovicentino.it.
- Schio -  Museo civico Palazzo Fogazzaro, su museialtovicentino.it.
- Schio -  Spazio espositivo Lanificio Conte, su museialtovicentino.it.
- Schio - Ecomuseo dell'Archeologia Industriale
- Schio -  Mostra permanente "Il mondo del treno in miniatura", su fermodellistialtovicentino.it (archiviato dall'url originale il 24 maggio 2013).
- Schio -  Giardino Jacquard, su museialtovicentino.it.
- Schio -  Laboratorio didattico ambientale, su museialtovicentino.it.
- Schio -  Nel Regno delle Farfalle - Museo entomologico naturalistico, su nelregnodellefarfalle.it.
- Schio - Museo geomineralogico e del caolino Sito del Museo, su museogeomineralogico.oneminutesite.it (archiviato dall'url originale il 2 aprile 2015).
- Schio - Museo del cavallo e degli attrezzi rurali
- Valli del Pasubio -  Museo degli antichi mestieri, su museialtovicentino.it.
- Valli del Pasubio -  Segheria alla veneziana, su museialtovicentino.it.
- Valli del Pasubio -  Ossario del Pasubio, su magicoveneto.it.